# Achrysocharoides altilis
Achrysocharoides altilis är en stekelart som först beskrevs av Vittorio Luigi Delucchi 1954.  Achrysocharoides altilis ingår i släktet Achrysocharoides och familjen finglanssteklar. Inga underarter finns listade i Catalogue of Life.